# Boadicea-osztály
A Boadicea-osztály a Brit Királyi Haditengerészet két hajóból álló felderítőcirkáló-osztálya volt. Az osztály két hajója a HMS Bellona és a HMS Boadicea volt. Ez volt az első osztály, mely gőzturbinás hajtóművel volt felszerelve. Ez a későbbi osztályoknál már általánossá vált. A Boadicea-osztály cirkálói nagyobbak és nehezebbek voltak, mint a korábbi Adventure-, Forward-, Pathfinder- vagy Sentinel-osztály hajói, pedig azoknál kevesebb fegyverzettel és páncélzattal rendelkeztek. A hajó páncélzata főként a hajtómű körüli helyekre korlátozódott.

## Felépítése
Az osztály hajóit eredetileg arra tervezték, hogy a rombolórajokkal együtt, illetve azok előtt haladva felderítse a területet, és ha ellenséges rombolókat talál, erősebb fegyverzete segítségével megsemmisítse azokat. A hajók hat darab 102 mm-es ágyúval voltak felszerelve, melyek közül kettő a híd előtt, kettő a hajó hátsó részén, kettő pedig az első ágyúk mögött helyezkedett el, oldalanként egy-egy elrendezésben. 1916-ban a HMS Boadicea fegyverzetét kibővítették egy 76 mm-es légvédelmi ágyúval, valamint további négy darab 102 mm-es ágyúval, melyeket a hajó közepe táján helyeztek el. A légvédelmi ágyút később kicserélték 102 mm-esre.

## Pályafutása
A hajókról később kiderült, hogy eredeti feladatuk ellátására alkalmatlanok, mivel túl lassúak ahhoz, hogy kísérjék a rombolókat. Emiatt a hajó által kísért rombolók nagy előnye – a viszonylag nagy sebesség – semmivé foszlott volna, komolyabb tűzerő növekedés nélkül. 1909 és 1912 között a HMS Bellona a 2. rajnál szolgált, de 25 csomós végsebességével túl lomhának bizonyult az általa kísért, 27 csomóval haladó Acorn-osztályú rombolókhoz képest. A HMS Boadicea sebessége még inkább elmaradt a 32 csomóval haladó Acheron-osztályú rombolók sebessége mellett.
Az osztály mindkét hajója részt vett az első világháborúban. A hajók jelen voltak a jütlandi csatánál is, de a tényleges harcokban nem vettek részt. Később mindkét hajót átalakították aknatelepítő hajóvá. A Boadicea-osztályt, az 1909 és 1911 közt épített Blonde-osztály követte, mely még elődeinél is lassabbnak bizonyult.

## Az osztály hajói
- Bellona – A hajót 1909. március 20-án bocsátották vízre, majd 1917 júniusában átalakították aknatelepítő hajóvá. A hajót 1921. május 9-én eladták szétbontásra.

- Boadicea – A hajót 1908. május 14-én bocsátották vízre, majd 1917 decemberében átalakították aknatelepítő hajóvá. A hajó 1921 januárjától a kikötőben teljesített szolgálatot, majd 1926. július 13-án eladták szétbontásra.